# Wladimir Wiktorowitsch Semjonow
Wladimir Wiktorowitsch Semjonow (russisch Владимир Викторович Семёнов; * 10. Mai 1938 in Moskau; † 21. November 2016 ebenda) war ein sowjetischer Wasserballspieler. Bei Olympischen Spielen gewann er zwei Silbermedaillen und eine Bronzemedaille. Bei Europameisterschaften war er mit der sowjetischen Nationalmannschaft zweimal Titelgewinner und einmal Dritter.

## Sportliche Karriere
Der 1,84 Meter große Semjonow spielte für TSSK VMF Moskau. Mit diesem Verein war er in den Jahren von 1963 bis 1967 sowie 1970 und 1971 sowjetischer Meister.
1958 war Budapest Austragungsort der Wasserball-Europameisterschaft 1958. Vor heimischem Publikum siegten die Ungarn vor den Jugoslawen und dem Team aus der Sowjetunion. Bei gleicher Punktzahl mit den Jugoslawen und den Italienern entschied die bessere Tordifferenz über die Platzierungen hinter den Ungarn. Bei den Olympischen Spielen 1960 in Rom wirkte Semjonow als Stürmer in fünf von sieben Spielen mit. Nach drei Siegen in der Vorrunde unterlag die Mannschaft in der Zwischenrunde gegen die Italiener. Durch ein Unentschieden gegen die Ungarn und einen Sieg über Jugoslawien erhielt die sowjetische Mannschaft die Silbermedaille hinter den Italienern und vor den Ungarn.
Nachdem Semjonow bei der Europameisterschaft 1962 nicht im sowjetischen Kader war, gehörte er bei den Olympischen Spielen 1964 in Tokio wieder zum Aufgebot. Er war in allen sechs Spielen dabei und erzielte vier Turniertore. Olympiasieger wurden die Ungarn vor den Jugoslawen und der sowjetischen Mannschaft, nachdem das Team in den beiden letzten Spielen gegen Jugoslawien und Ungarn verloren hatte. Zwei Jahre später bei der Europameisterschaft 1966 in Utrecht gewann die sowjetische Mannschaft erstmals den Europameistertitel. Nach zwei Unentschieden gegen Italien und Jugoslawien besiegte die sowjetische Mannschaft das Team aus der DDR durch ein Tor von Boris Grischin mit 1:0 und erhielt die Goldmedaille vor dem Team aus der DDR und den Jugoslawen. Die Ungarn, die zuvor dreimal in Folge den Titel gewonnen hatten, belegten nur den fünften Platz.
Bei den Olympischen Spielen 1968 in Mexiko-Stadt war Semjonow in allen acht Partien dabei und erzielte drei Tore. Die sowjetische Mannschaft belegte in der Vorrunde den zweiten Platz hinter den Ungarn und besiegte im Halbfinale die Italiener mit 8:5. Im Finale gegen die Jugoslawen unterlag die sowjetische Mannschaft mit 11:13 Toren. 1970 bei der Europameisterschaft in Barcelona verteidigte die sowjetische Mannschaft ihren Titel mit neun Siegen in neun Spielen erfolgreich, Zweite wurden die Ungarn vor den Jugoslawen.
Nach Beendigung seiner aktiven Spielerkarriere wurde Semjonow Trainer bei TSSK VMF Moskau. Bei den Olympischen Spielen 1972 in München gehörte er zum Trainerstab des Teams, das die erste Goldmedaille im Wasserball für die Sowjetunion gewann.